# Team Timster
Team Timster (bis 2020 Timster) ist eine deutsche Kinderwissenssendung mit dem Schwerpunkt Medien, die seit März 2015 im Kinderkanal KiKA ausgestrahlt wird.

## Sendung
Die Sendung wird von KiKA, dem Rundfunk Berlin-Brandenburg und dem Norddeutschen Rundfunk produziert. Sie versteht sich als Medienmagazin für Kinder im Grundschulalter. Team Timster greift nach eigenen Angaben die Themengebiete Bücher, Videospiele, Apps und Internet auf. Die Sendung wird wöchentlich am Sonntag ausgestrahlt. In jeder Sendung wechseln sich moderierte Studioteile mit Reportagen, szenischen Einspielern, komödiantischen Spielszenen und Erklärgrafiken ab. Die erste Sendung wurde am 8. August 2015 ausgestrahlt. Für eine 15-minütige Folge des Formats wendete KiKA nach eigenen Angaben im Schnitt 16.000 Euro auf.

## Moderation
Moderator und Namensgeber der Sendung ist Tim Gailus. Seit der Umbenennung von Timster zu Team Timster wechselt sich Tim Gailus mit Soraya Jamal wöchentlich ab.

## Auszeichnungen
- Episode 73 Datenschutz und das begleitende Online-Angebot erhielten den Klicksafe-Preis 2017.[6]
- Episode 75 Brickfilm wurde für den Grimme-Preis 2018 nominiert.[7]
- Episode 79 Fake News wurde für die Finalrunde des Prix Jeunesse 2018 nominiert.[8]